# Calpella
Calpella è il nome in codice della sesta generazione della piattaforma Centrino sviluppata da Intel per i computer portatili. Anche se originariamente prevista per il terzo trimestre 2009, debuttò ufficialmente leggermente in ritardo per consentire agli OEM di fare un inventario dei chipset in eccesso. Ciò fu probabilmente dovuto all'abbassamento della domanda dovuto alla crisi commerciale del 2009. Calpella andrà a sostituire la precedente Montevina, sul mercato dalla metà del 2008. Con questa piattaforma è stato mantenuto il nome commerciale di Centrino 2, introdotto dalla precedente piattaforma Montevina.

## Componenti
Così come le precedenti 5 generazioni di piattaforma Centrino (Carmel, Sonoma, Napa, Santa Rosa e Montevina) erano basate su 3 componenti chiave, vale a dire, CPU, Chipset e Scheda wireless espressamente progettati per l'impiego in ambito mobile e quindi per avere come principale obiettivo il giusto bilanciamento tra prestazioni e consumi, anche per Calpella Intel manterrà gli stessi requisiti, e solo se un sistema integrerà tutti e 3 i componenti suggeriti dalla casa madre, esso potrà fregiarsi del "logo Centrino 2", mentre se un produttore decidesse di utilizzare solo la CPU suggerita ma una diversa scheda di rete wireless, esso potrà solo portare il logo relativo alla CPU impiegata e non quello dell'intera piattaforma.

## Caratteristiche principali
Non è ancora chiaro se, al pari di quanto successo per le generazioni precedenti, anche questa ennesima evoluzione della piattaforma Centrino vedrà solo la presentazione del nuovo chipset e della nuova scheda di rete wi-fi. In passato infatti, le precedenti piattaforme venivano prima aggiornate mediante una CPU di nuova generazione (e al nome della piattaforma hardware veniva aggiunto il termine "Refresh" per indicare tale aggiornamento) e solo in un secondo tempo veniva poi presentata la nuova piattaforma che portava con sé le altre innovazioni all'intero sistema.
Dato che è previsto che Calpella sia basata sui processori appartenenti alla nuova architettura Nehalem (successiva alla Intel Core Microarchitecture dei Core 2 Duo Merom e Penryn), e siccome tale architettura porterà con sé un vero e proprio stravolgimento nella progettazione interna dell'intero sistema, appare abbastanza improbabile che questo possa avvenire anche in questa nuova evoluzione della piattaforma. Al momento Intel non ha ancora dichiarato nulla al riguardo, limitandosi a dare informazioni basilari sui 3 componenti chiave attesi per Calpella.
Nel terzo trimestre 2009 è previsto l'arrivo della nuova piattaforma Calpella. Di seguito i 3 componenti chiave della piattaforma:
- Processore - Clarksfield e Arrandale

Saranno i primi processori mobile ad essere basati sulla nuova architettura Nehalem. Il loro nome commerciale non è ancora stato comunicato ma si sa che il processo produttivo sarà ancora quello a 45 nm sempre mediante l'approccio a Die Monolitico. Così come previsto dalla nuova architettura, entrambi integreranno il controller della memoria RAM di tipo DDR3, mentre la principale differenza tra i 2 risiederà nel numero di core. Clarksfield sarà a 4 core, mentre Auburndale sarà dual core ma dotato del sottosistema grafico integrato (anche questa caratteristica è inedita per le CPU Intel e rappresenta un "cardine" della nuova architettura).
- Chipset - Ibex Peak-M (commercializzato come GM55 ovvero una variante della famiglia Ibex Peak)

Dato che alcune delle funzionalità tipiche dei chipset verranno integrate direttamente nella CPU, Ibex Peak-M che sarà una variante del chipset desktop Ibex Peak ottimizzata per l'uso mobile, dovrà solo sopperire alle funzionalità aggiuntive non previste all'interno della CPU, come ad esempio la gestione della connettività delle periferiche. La semplificazione delle sue funzionalità consentirà di rendere un Ibex Peak-M un chipset a singolo chip e non più diviso in northbridge e southbridge.
- Scheda wireless - Puma Peak e Kilmer Peak

Al pari di quanto avvenuto nella precedente piattaforma Montevina, anche per Calpella Intel proporrà 2 diversi moduli wireless. La prima sarà in realtà molto simile alla soluzione integrata nella piattaforma precedente, offrendo il supporto agli standard 802.11 a/b/g/n; la seconda versione invece aggiungerà a questi standard anche il supporto per la tecnologia WiMax.

## Montevina = "Piattaforma Baker"?
Nella prima parte del 2006 Intel aveva designato, probabilmente in maniera provvisoria, le piattaforme successive a Santa Rosa con i nomi di Alpha, Baker e Charlie, tutte caratterizzate da consumi e dimensioni sempre più ridotti. Già al momento della presentazione di Montevina, non era stato fatto nessun riferimento a questi nomi, ma è plausibile che Montevina fosse il nuovo nome in codice del progetto precedentemente conosciuto come "Alpha". In questo senso Calpella potrebbe essere il nuovo nome del progetto Baker.

## La piattaforma successiva
Intel non ha ancora fornito alcuna informazione ufficiale riguardo alla piattaforma che succederà a Calpella (e che potrebbe essere la cosiddetta piattaforma Charlie). In ogni caso sarà quasi certamente basata sui successori dei processori Clarksfield e Auburndale, che dovrebbero appartenere alla seconda generazione di CPU mobile basate sulla nuova architettura Nehalem (conosciuta anche con il nome in codice di Westmere), e che verranno prodotti a 32 nm.